# Umbilicaria magnussonii
Umbilicaria magnussonii är en lavart som beskrevs av Llano. Umbilicaria magnussonii ingår i släktet Umbilicaria och familjen Umbilicariaceae.   Inga underarter finns listade i Catalogue of Life.